# Coreana raphaelis
Coreana raphaelis är en fjärilsart som beskrevs av Charles Oberthür 1881. Coreana raphaelis ingår i släktet Coreana och familjen juvelvingar. Inga underarter finns listade i Catalogue of Life.

## Bildgalleri

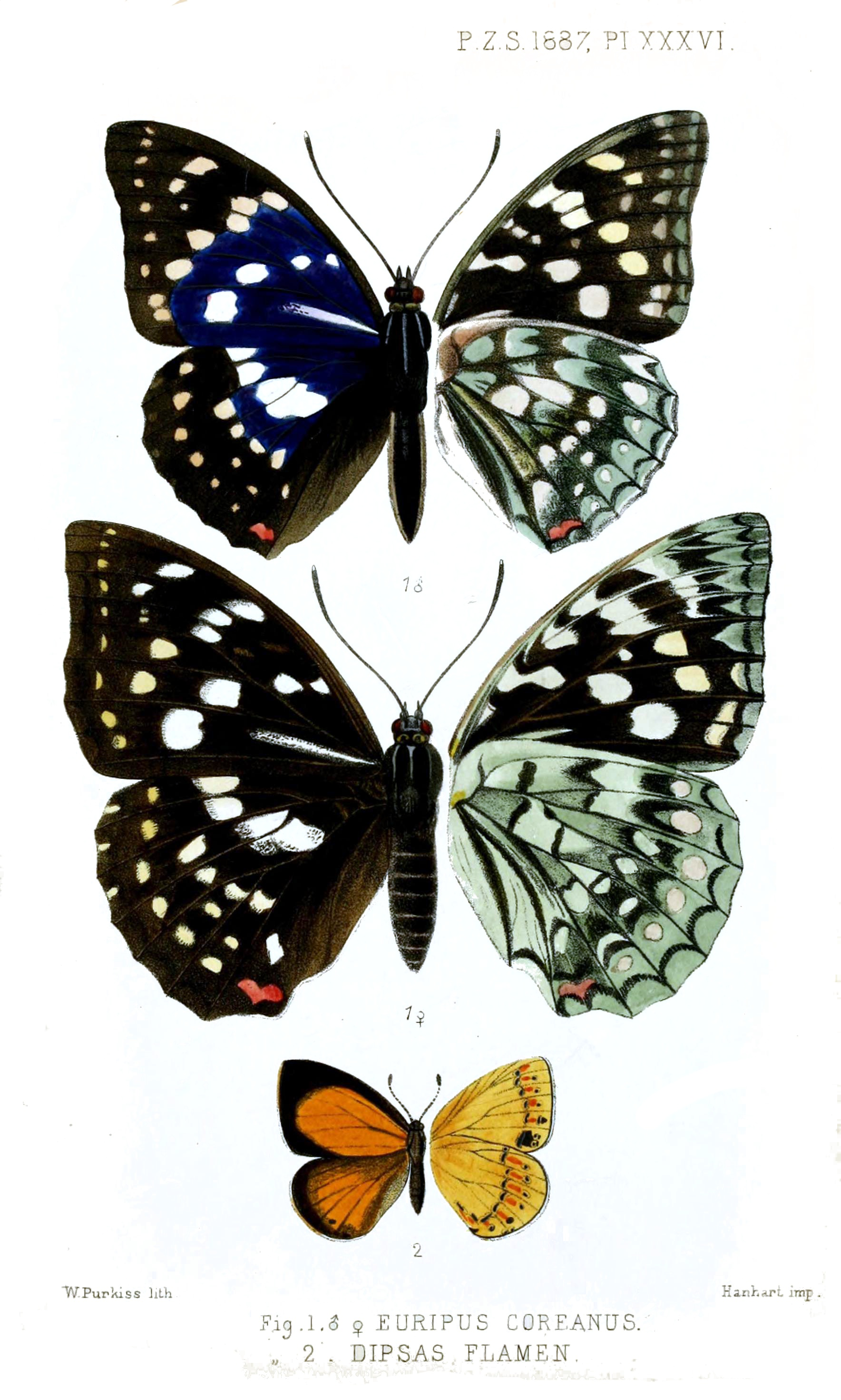